# Lijst van vervolgverhalen in de Donald Duck
Dit is een overzicht van vervolgverhalen die in het weekblad Donald Duck zijn verschenen. De lijst is onvolledig.

## Filmstrips van Disney-films
In het weekblad komen regelmatig strips van nieuwe Disney-films te staan.

## Stripverhalen - niet van Disney
Naast de verhalen rond de min of meer vaste Disney-figuren verschijnen er ook geregeld stripverhalen in het tijdschrift die niet van Disney zelf zijn, zoals:
- Chlorophyl van Raymond Macherot
- Douwe Dabbert van Piet Wijn en Thom Roep (1974-2001)[1]
- Jonne van Gerrit Stapel en Steven Stapel (1978-1981)[2]
- Ketelbinkie van Wim Meuldijk en Jan van Haasteren
- Oom Arie van Jan van Haasteren
- Otto, Olivier en Oscar van Peter de Smet en Yvan Delporte (jaren '80)
- Pantoffel van Raymond Macherot en René Goscinny
- Patamoes van Edmond-François Calvo (jaren '70)
- Pipo de Clown van Wim Meuldijk en Jan van der Voo (jaren '70)
- De Smurfen van Peyo en Yvan Delporte (vanaf nr.1-1966)[3]
- Snoesje van Raymond Macherot
- Tom Poes van Toonder Studio's (1955-1969, 1980-1988, 1999-2000)
- Van Nul tot Nu van Co Loerakker en Thom Roep (1982-1987)
- Witte's Dagboek van Fred Julsing (1986-1989)

## Klassieke jeugdverhalen in stripvorm
Klassieke jeugdverhalen die door Dick Matena en Piet Wijn zijn bewerkt tot strip:
- Johanna, De strijd om 's Hertogenbosch (Wijn) (1987)
- Kruimeltje (Matena) (1988-1989)
- Dik Trom  (Matena) (1990)
- Pietje Bell (Matena) (1991)
- Pietje Bell's goocheltoeren  (Matena) (1993)
- Afke's tiental (Matena) (1994)
- Alleen op de wereld (Wijn) (1998)

## Leesverhalen
In het weekblad zijn ook vele verhalen gepubliceerd in tekstvorm. Deze werden in het begin vooral geïllustreerd door Hans G. Kresse, later ook door anderen zoals René Follet, Ruben Pellejero, Fred de Heij en Fred Marschall. Tot de aldus gepubliceerde bekende verhalen (die vaak ook als kinderboek zijn verschenen) behoren: 
- Het geheim van het oerwoud van Dick Dreux (1957)
- De kleine kapitein van Paul Biegel (tekeningen: Carl Hollander) (1970)
- Japie en de dingen van Paul Biegel (tekeningen: Carl Hollander)
- Japie en het grote geld van Paul Biegel (tekeningen: Carl Hollander)
- Koning Bolo van Wim Meuldijk (tekeningen: Jan Wesseling)
- De provincie ... van Co Loerakker
- De graaf van Monte-Cristo van Alexandre Dumas, jeugdbewerking door Allard Schröder (1981)
- De Tijdmachine van H.G. Wells, jeugdbewerking (1985)
- In de macht van de wolfheks van Paul van Loon, in DD verschenen als Het ontwolfingskruid (tekeningen: Hans G. Kresse) (1988)
- Dagboek van een kat van Allard Schröder (tekeningen: Co Loerakker) (1990)

Daarnaast verschenen er tekstverhalen van onder andere Jan Terlouw, Dick Walda, Tonke Dragt, Rindert Kromhout, Anton Quintana, Constance Raebel, Ton van Reen en Peter Vervloed.

## Lijst van vervolgverhalen in chronologische volgorde van publicatie - incompleet
S=Stripverhaal en L=Leesverhaal
| Publicatie in Donald Duck weekblad       | Serie                          | Schrijver                    | Titel                                     | Tekenaar                     | S/L | Albumpublicatie                               |
| ---------------------------------------- | ------------------------------ | ---------------------------- | ----------------------------------------- | ---------------------------- | --- | --------------------------------------------- |
| 1956-3 t/m 1956-36                       | Tom Poes                       | Toonder Studio's             | Tom Poes en het klerenkoffertje           | Toonder Studio's             | S   |                                               |
| 1969-31 t/m 1969-39                      |                                | Paul Biegel                  | De kleine kapitein                        | Carl Hollander               | L   | De kleine kapitein                            |
| 1975-1 t/m 1975-15                       | Douwe Dabbert                  | Thom Roep                    | De verwende prinses                       | Piet Wijn                    | S   | De verwende prinses                           |
| 1975-44 t/m 1976-7                       | Douwe Dabbert                  | Thom Roep                    | Het verborgen dierenrijk                  | Piet Wijn                    | S   | Het verborgen dierenrijk                      |
| 1976-41 t/m 1977-2                       | Douwe Dabbert                  | Thom Roep                    | De valse heelmeester                      | Piet Wijn                    | S   | De valse heelmeester                          |
| 1977-43 t/m 1978-9                       | Douwe Dabbert                  | Thom Roep                    | De poort naar oost                        | Piet Wijn                    | S   | De poort naar oost                            |
| 1978-39 t/m 1979-1                       | Douwe Dabbert                  | Thom Roep                    | Het monster van het Mistmeer              | Piet Wijn                    | S   | Het monster van het Mistmeer                  |
| 1979-26 t/m 1979-41                      | Douwe Dabbert                  | Thom Roep                    | De schacht naar noord                     | Piet Wijn                    | S   | De schacht naar noord                         |
| 1980-13 t/m 1980-29                      | Douwe Dabbert                  | Thom Roep                    | De weg naar west                          | Piet Wijn                    | S   | De weg naar west                              |
| 1981-13 t/m 1981-29                      | Douwe Dabbert                  | Thom Roep                    | De zee naar zuid                          | Piet Wijn                    | S   | De zee naar zuid                              |
| 1981-53 t/m 1982-15                      | Douwe Dabbert                  | Thom Roep                    | Florijn de flierefluiter                  | Piet Wijn                    | S   | Florijn de flierefluiter                      |
| 1982-38 t/m 1982-49                      | Van Nul tot Nu                 | Thom Roep                    | De geschiedenis van een kikkerlandje      | Co Loerakker                 | S   | De vaderlandse geschiedenis tot 1648          |
| 1982-50 t/m 1982-52                      | Douwe Dabbert                  | Thom Roep                    | Douwe Dabberts kerstavontuur              | Piet Wijn                    | S   | De laatste plager                             |
| 1983-9 t/m 1983-23                       | Douwe Dabbert                  | Thom Roep                    | De tanden van Casius Gaius                | Piet Wijn                    | S   | De tanden van Casius Gaius                    |
| 1983-15 t/m 1983-23                      | Van Nul tot Nu                 | Thom Roep                    | De geschiedenis van een kikkerlandje II   | Co Loerakker                 | S   | De vaderlandse geschiedenis tot 1648          |
| 1983-33 t/m 1983-43                      | Van Nul tot Nu                 | Thom Roep                    | De geschiedenis van een kikkerlandje III  | Co Loerakker                 | S   | De vaderlandse geschiedenis van 1648 tot 1815 |
| 1983-35 t/m 1983-44                      | Otto, Olivier en Oscar         | Yvan Delporte                | Het verdwenen water                       | Peter de Smet                | S   | Het verdwenen water                           |
| 1983-47 t/m 1983-48                      | Douwe Dabbert                  | Thom Roep                    | Woeste Willem                             | Piet Wijn                    | S   | Op het spoor van kwade zaken                  |
| 1983-50 t/m 1984-4                       | Van Nul tot Nu                 | Thom Roep                    | De geschiedenis van een kikkerlandje IV   | Co Loerakker                 | S   | De vaderlandse geschiedenis van 1648 tot 1815 |
| 1983-52 t/m 1984-1                       | Douwe Dabbert                  | Thom Roep                    | Twee gauwdieven en een picknickmand       | Piet Wijn                    | S   | Op het spoor van kwade zaken                  |
| 1984-5                                   | Douwe Dabbert                  | Thom Roep                    | Een scheve schaats                        | Piet Wijn                    | S   | Op het spoor van kwade zaken                  |
| 1984-6 t/m 1984-20                       | Tom Poes                       | Marten Toonder               | Tom Poes en het ding X13                  | Marten Toonder               | S   | Tom Poes en het ding X13                      |
| 1984-22 t/m 1984-30                      | Van Nul tot Nu                 | Thom Roep                    | De geschiedenis van een kikkerlandje V    | Co Loerakker                 | S   | De vaderlandse geschiedenis van 1648 tot 1815 |
| 1984-24 t/m 1984-37                      | Douwe Dabbert                  | Thom Roep                    | Het flodderwerk van Pief                  | Piet Wijn                    | S   | Het flodderwerk van Pief                      |
| 1984-45                                  | Douwe Dabbert                  | Thom Roep                    | Vis-à-vis                                 | Piet Wijn                    | S   | Op het spoor van kwade zaken                  |
| 1985-1 t/m 1985-10                       | Van Nul tot Nu                 | Thom Roep                    | De geschiedenis van een kikkerlandje VI   | Co Loerakker                 | S   | De vaderlandse geschiedenis van 1815 tot 1940 |
| 1985-19 t/m 1985-29                      | Douwe Dabbert                  | Thom Roep                    | De laatste plager                         | Piet Wijn                    | S   | De laatste plager                             |
| 1985-37 t/m 1985-45                      | Van Nul tot Nu                 | Thom Roep                    | De geschiedenis van een kikkerlandje VII  | Co Loerakker                 | S   | De vaderlandse geschiedenis van 1815 tot 1940 |
| 1986-9 t/m 1986-25                       | Douwe Dabbert                  | Thom Roep                    | De heksen van eergisteren                 | Piet Wijn                    | S   | De heksen van eergisteren                     |
| 1986-14 t/m 1986-20                      | Van Nul tot Nu                 | Thom Roep                    | De geschiedenis van een kikkerlandje VIII | Co Loerakker                 | S   | De vaderlandse geschiedenis vanaf 1940        |
| 1986-49 t/m 1987-2                       | Van Nul tot Nu                 | Thom Roep                    | De geschiedenis van een kikkerlandje IX   | Co Loerakker                 | S   | De vaderlandse geschiedenis vanaf 1940        |
| 1987-28 t/m 1987-35                      | Van Nul tot Nu                 | Thom Roep                    | De geschiedenis van een kikkerlandje X    | Co Loerakker                 | S   | De vaderlandse geschiedenis vanaf 1940        |
| 1987-43                                  | Douwe Dabbert                  | Thom Roep                    | Kleren maken de man                       | Piet Wijn                    | S   | Op het spoor van kwade zaken                  |
| 1988-26 t/m 1988-31                      | Douwe Dabbert                  | Thom Roep                    | De struikrovers van Koeterwaal            | Piet Wijn                    | S   | Op het spoor van kwade zaken                  |
| 1988-45 t/m 1988-47                      |                                | Tim Maran                    | De zoon van de Dierenvanger               | Hans Kresse                  | L   |                                               |
| 1988-45                                  | De avonturen van Bruintje Beer |                              |                                           |                              | S   |                                               |
| 1988-46 t/m 1989-11                      |                                | Chris van Abkoude            | Kruimeltje                                | Dick Matena                  | S   |                                               |
| 1988-48                                  |                                | Pascal Oost                  | Jasmijn                                   | Jan Wesseling                | L   |                                               |
| 1988-49                                  |                                | Sanne Terlouw                | De noodrem                                | Ruud Bruijn                  | L   |                                               |
| 1988-50 t/m 1988-51                      |                                | Dick van den Heuvel          | Het fluistergoud van de sneeuwbergen      | Edwin Merks                  | L   |                                               |
| 1988-52 t/m 1989-7                       |                                | Allard Schröder              | Vrouw Holle en Moenen met het ene oog     | Ruud Bruijn                  | L   |                                               |
| 1989-8                                   |                                | Lieneke Dijkzeul             | Slome Rik                                 | Roelof van der Schans        | L   |                                               |
| 1989-9 t/m 1989-15                       |                                | Dick Walda                   | Suiker                                    | Fiel van der Veen            | L   |                                               |
| 1989-12 t/m 1989-14                      | De avonturen van Bruintje Beer |                              | geen titel                                |                              | S   |                                               |
| 1989-15 t/m 1989-30                      | Witte's dagboek                | Theo Steeman en Fred Julsing | De Zijnfontein                            | Theo Steeman en Fred Julsing | S   | (niet uitgebracht)                            |
| 1989-16                                  |                                | Peter Vervloed               | Een doodgewone steen                      | Harry Balm                   | L   |                                               |
| 1989-17 t/m 1989-18                      |                                | Allard Schröder              | Dagboek van een KAT                       | Co Loerakker                 | L   |                                               |
| 1989-18 t/m 1989-21                      | De avonturen van Bruintje Beer |                              | geen titel                                |                              | S   |                                               |
| 1989-19                                  |                                | Pascal Oost                  | Ontbijt op bed                            | Jan Wesseling                | L   |                                               |
| 1989-20 t/m 1989-24                      |                                | Frits Bromberg               | Het geheim van de zwarte Katalaan         | Gerard Vroon                 | L   |                                               |
| 1989-25                                  |                                | Peter Vervloed               | Tib, het spelspookje                      | Edwin Merks                  | L   |                                               |
| 1989-26                                  |                                | Peter Vervloed               | Nou is het mijn beurt                     | Roelof van der Schans        | L   |                                               |
| 1989-27 t/m 28                           |                                | Lieneke Dijkzeul             | De heks Marijn                            | Edwin Merks                  | L   |                                               |
| 1989-29 t/m ? (na 1989-30)               |                                | Allard Schröder              | De Gave                                   | Jan Wesseling                | L   |                                               |
| 1989-48 t/m 1990-11                      | Douwe Dabbert                  | Thom Roep                    | Het bedrog van Balthasar                  | Piet Wijn                    | S   | Het bedrog van Balthasar                      |
| 1990-? t/m 1990-16                       | De avonturen van Bruintje Beer |                              | geen titel                                |                              | S   |                                               |
| 1990-17 t/m 1990-18                      | De avonturen van Bruintje Beer |                              | geen titel                                |                              | S   |                                               |
| 1990-14 t/m 1990-19                      |                                | Henk van Kerkwijk            | De tapijtgeest                            | Fiel van der Veen            | L   |                                               |
| 1990-19 t/m ? (na 1990-26)               |                                | C. Joh. Kieviet              | Uit het leven van Dik Trom                | Dick Matena                  | S   |                                               |
| 1990-21                                  |                                | Allard Schröder              | Rennend Hert                              | Guy Fawkes                   | L   |                                               |
| 1990-22                                  |                                | Peter Vervloed               | De dodensprong                            | Roelof van der Schans        | L   |                                               |
| 1990-23 t/m ? (na 1990-26)               |                                | Paul Biegel                  | Juttertje Tim                             | Carl Hollander               | L   |                                               |
| 1990-52 t/m 1991-14                      | Douwe Dabbert                  | Thom Roep                    | De dame in de lijst                       | Piet Wijn                    | S   | De dame in de lijst                           |
| 1991-43                                  | Douwe Dabbert                  | Thom Roep                    | Wolven in het wilde woud                  | Piet Wijn                    | S   | Bombasto met het boze oog                     |
| 1991-52 t/m 1992-4                       | Douwe Dabbert                  | Thom Roep                    | De poppen aan 't dansen                   | Piet Wijn                    | S   | Bombasto met het boze oog                     |
| 1992-9 t/m 1992-11                       | Douwe Dabbert                  | Thom Roep                    | In de aap gelogeerd                       | Piet Wijn                    | S   | De kast met duizend deuren                    |
| 1992-33 t/m 1992-41                      | Douwe Dabbert                  | Thom Roep                    | Bombasto met het boze oog                 | Piet Wijn                    | S   | Bombasto met het boze oog                     |
| 1993-17 t/m 1993-27                      | Douwe Dabbert                  | Thom Roep                    | De kast met duizend deuren                | Piet Wijn                    | S   | De kast met duizend deuren                    |
| 1994-14 t/m 1994-22, 1994-24 t/m 1994-27 | Douwe Dabbert                  | Thom Roep                    | Het schip van ijs                         | Piet Wijn                    | S   | Het schip van ijs                             |
| 1995-13 t/m 1995-27                      | Douwe Dabbert                  | Thom Roep                    | De zwarte kimono                          | Piet Wijn                    | S   | De zwarte kimono                              |
| 1996-17 t/m 1996-29                      | Douwe Dabbert                  | Thom Roep                    | Het gemaskerde opperhoofd                 | Piet Wijn                    | S   | Het gemaskerde opperhoofd                     |
| 1997-16 t/m 1997-31                      | Douwe Dabbert                  | Thom Roep                    | Tweeëntwintig jaar later                  | Piet Wijn                    | S   | Terug naar het verborgen dierenrijk           |
| 1998-1 t/m 1998-8                        | Douwe Dabbert                  | Thom Roep                    | Een strenge vorst                         | Piet Wijn                    | S   | De wonderlijke raamvertelling                 |
| 2001-9 t/m 2001-14                       | Douwe Dabbert                  | Thom Roep                    | Stuivertje-wisselen                       | Piet Wijn                    | S   | De wonderlijke raamvertelling                 |